# Tetracanthagyna degorsi
Tetracanthagyna degorsi – gatunek ważki z rodziny żagnicowatych (Aeshnidae).